# El Venadito, Tabasco
El Venadito är en ort i Mexiko.   Den ligger i kommunen Macuspana och delstaten Tabasco, i den sydöstra delen av landet, 700 km öster om huvudstaden Mexico City. Antalet invånare är 114.
Terrängen runt El Venadito är mycket platt. Runt El Venadito är det glesbefolkat, med 20 invånare per kvadratkilometer. Närmaste större samhälle är José Colomo, 15,9 km sydväst om El Venadito. Trakten runt El Venadito består till största delen av jordbruksmark.